# Sadr (stjärna)
Sadr eller Gamma Cygni (γ  Cyg, förkortat Gamma Cyg, γ  Cyg) som är stjärnans Bayerbeteckning, är en ensam stjärna belägen i den mellersta delen av stjärnbilden Svanen (stjärnbild) där den bildar korsningen mellan en asterisk av fem stjärnor som kallas Norra korset. Den har en skenbar magnitud på 2,23 och är synlig för blotta ögat och en av de ljusaste stjärnorna på natthimlen. Baserat på parallaxmätning inom Hipparcosuppdraget på ca 1,8 mas, beräknas de båda befinna sig på omkring samma avstånd på ca 1 800 ljusår (ca 560 parsek) från solen.

## Nomenklatur
Gamma Cygni har det traditionella namnet Sadr (också stavat Sadir eller Sador), som kommer från det arabiska صدر ṣadr, "bröstet", samma ord som gav upphov till stjärnan Schedar (Alfa Cassiopeiae). År 2016 organiserade Internationella astronomiska unionen en arbetsgrupp för stjärnnamn (WGSN) med uppgift att katalogisera och standardisera riktiga namn för stjärnor. WGSN fastställde namnet Sadr för denna stjärna den 21 augusti 2016 vilket nu är inskrivet i IAU:s Catalog of Star Names.
I stjärnkatalogen i Al Achsasi al Mouakket-kalendern var Gamma Cygni betecknad Sadr al Dedjadjet, som översattes till latin som Pectus Gallinǣ, vilket betyder hönans bröst.

## Egenskaper

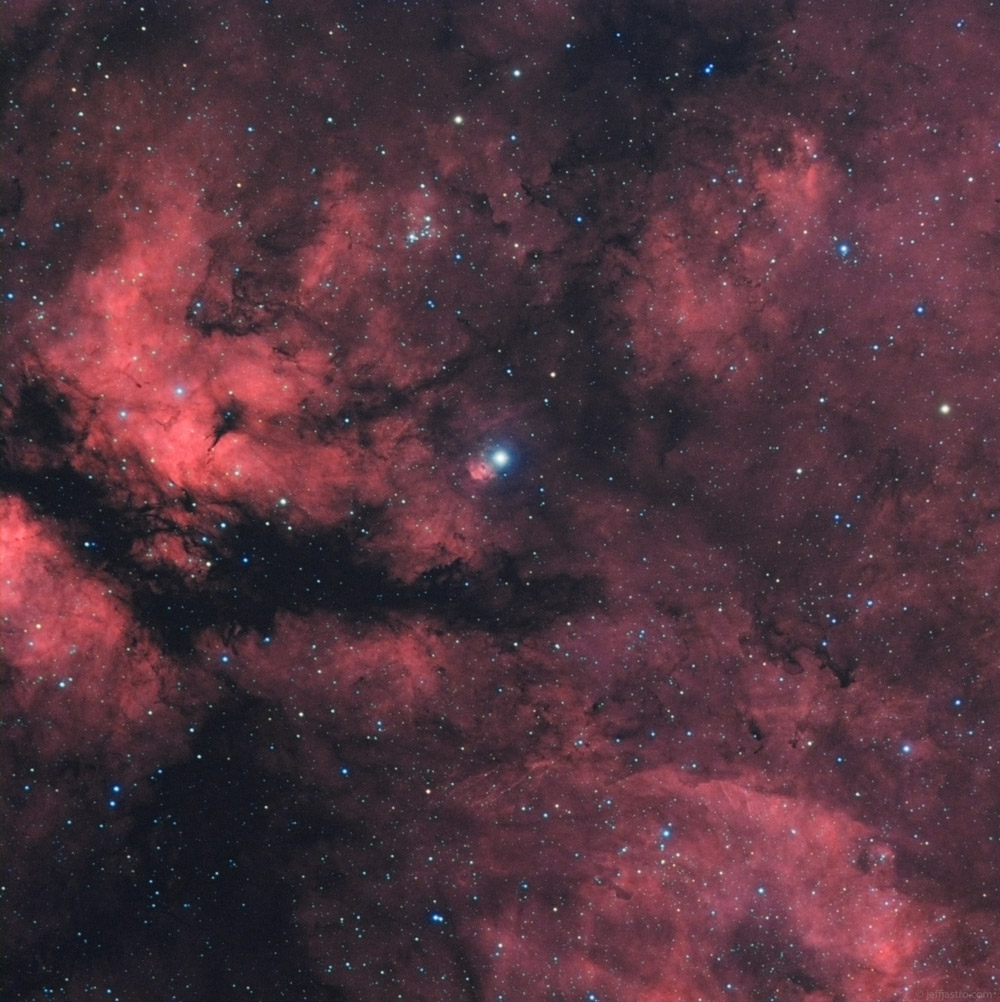
γ Cygni (centrumstjärnan) med omgivning. Bild av Jeff Johnson.

Sadr är en gul till vit superjättestjärna av spektralklass F8 Iab vilken anger att den har nått superjättestadiet av sin stjärnutveckling. Sedan 1943 har spektret av denna stjärna fungerat som en av de stabila referenserna som andra stjärnor klassificeras efter. Den har en uppskattad massa som är ca 12 gånger större än solens massa, en radie som är ca 150 gånger större än solens och utsänder från dess fotosfär ca 33 000 gånger mera energi än solen vid en effektiv temperatur på ca 6 100 K. Massiva stjärnor som Sadr konsumerar dess väte i kärnan mycket snabbare än solen, varför den beräknade åldern för denna stjärna är bara omkring 12 miljoner år.
Spektrumet för Sadr visar några ovanliga dynamiska egenskaper, såsom variationer i radiell hastighet på upp till 2 km/s, som inträffar i en tidsskala på 100 dygn eller mer. I själva verket ligger stjärnan på Hertzsprung-Russell-diagrammets instabilitetsdel och dess spektrum liknar tydligt en Cepheidvariabel. Den är omgiven av en diffus nebulosa kallad IC 1318, eller Gamma Cygni-regionen.